# Championnat d'Afrique des nations féminin de handball 2008
Navigation
Championnat d'Afrique des nations 2006 Championnat d'Afrique des nations 2010
Le 18e Championnat d'Afrique des nations féminin de handball  a lieu en Angola du 8 au 17 janvier 2008.
La compétition est remportée par l'Angola pour la neuvième fois et la sixième fois consécutive. La Côte d'Ivoire est vice-championne d'Afrique pour la cinquième fois tandis que le Congo complète le podium.

## Présentation

### Déroulement de la compétition
Le champion est directement qualifié pour les Jeux olympiques à Pékin. Le second obtient lui le droit de participer à un tournoi de qualification olympique.
De plus, les quatre premières équipes sont qualifiées pour le Championnat du monde 2009.

### Lieux de compétition
| Ville    | Salle                             | Capacité    |
| -------- | --------------------------------- | ----------- |
| Benguela | Pavilhão Acácias Rubras (en)      | 2100 places |
| Huambo   | Pavilhão Serra Van-Dúnem (en)     | 2000 places |
| Luanda   | Pavilhão Multiusos de Luanda (en) | 6000 places |

## Tournoi

### Phase de groupes
| Groupe A (Luanda, Benguela) |         |     |   |   |   |   |     |    |      |
|                             | Équipe  | Pts | J | G | N | P | BP  | BC | Diff |
| 1                           | Angola  | 6   | 3 | 3 | 0 | 0 | 110 | 63 | +47  |
| 2                           | Congo   | 4   | 3 | 2 | 0 | 1 | 88  | 74 | +14  |
| 3                           | Algérie | 2   | 3 | 1 | 0 | 2 | 70  | 90 | -20  |
| 4                           | Gabon   | 0   | 3 | 0 | 0 | 3 | 43  | 84 | -41  |

| 8 janvier  | Congo   | 30 | 14 | Gabon   | 10h00 |
| 8 janvier  | Angola  | 42 | 24 | Algérie | 20h00 |
| 11 janvier | Algérie | 21 | 20 | Gabon   | 16h00 |
| 11 janvier | Angola  | 35 | 30 | Congo   | 18h00 |
| 12 janvier | Gabon   | 9  | 33 | Angola  | 16h00 |
| 12 janvier | Algérie | 25 | 28 | Congo   | 18h00 |

| Groupe B (Huambo) |               |     |   |   |   |   |    |    |      |
|                   | Équipe        | Pts | J | G | N | P | BP | BC | Diff |
| 1                 | Côte d'Ivoire | 5   | 3 | 2 | 1 | 0 | 77 | 55 | +22  |
| 2                 | Tunisie       | 4   | 3 | 1 | 2 | 0 | 87 | 72 | +15  |
| 3                 | RD Congo      | 2   | 3 | 1 | 0 | 2 | 70 | 90 | -20  |
| 4                 | Cameroun      | 1   | 3 | 0 | 1 | 2 | 62 | 79 | -17  |

| 10 janvier | Côte d'Ivoire | 26 | 16 | RD Congo      | 16h00 |
| 10 janvier | Tunisie       | 23 | 23 | Cameroun      | 18h00 |
| 11 janvier | Tunisie       | 24 | 24 | Côte d'Ivoire | 16h00 |
| 11 janvier | Cameroun      | 24 | 29 | RD Congo      | 18h00 |
| 12 janvier | RD Congo      | 25 | 40 | Tunisie       | 16h00 |
| 12 janvier | Cameroun      | 15 | 27 | Côte d'Ivoire | 18h00 |

### Matchs de classement de 5 à 8
|  | Demi-finales de classement | Demi-finales de classement |                        |    | Match pour la 5e place    | Match pour la 5e place    |
|  | Demi-finales de classement | Demi-finales de classement |                        |    | Match pour la 5e place    | Match pour la 5e place    |
|  |                            |                            |                        |    |                           |                           |
|  | 14 janvier 15:00 Benguela  | 14 janvier 15:00 Benguela  |                        |    | 15 janvier 17:00 Benguela | 15 janvier 17:00 Benguela |
|  | 14 janvier 15:00 Benguela  | 14 janvier 15:00 Benguela  |                        |    | 15 janvier 17:00 Benguela | 15 janvier 17:00 Benguela |
|  | Cameroun                   | 32                         |                        |    | 15 janvier 17:00 Benguela | 15 janvier 17:00 Benguela |
|  | Cameroun                   | 32                         |                        |    | 15 janvier 17:00 Benguela | 15 janvier 17:00 Benguela |
|  | Algérie                    | 34                         |                        |    | 15 janvier 17:00 Benguela | 15 janvier 17:00 Benguela |
|  | Algérie                    | 34                         | Algérie                | 32 |                           |                           |
|  | 14 janvier 17:00 Benguela  |                            | Algérie                | 32 |                           |                           |
|  |                            | RD Congo                   | 28                     |    |                           |                           |
|  | Gabon                      | RD Congo                   | 28                     | 11 |                           |                           |
|  | Gabon                      |                            |                        | 11 |                           |                           |
|  | RD Congo                   | 21                         |                        |    |                           |                           |
|  | RD Congo                   | 21                         | Match pour la 7e place |    |                           |                           |
|  |                            |                            |                        |    |                           |                           |
|  | 15 janvier 15:00 Benguela  |                            |                        |    |                           |                           |
|  |                            |                            |                        |    |                           |                           |
|  | Cameroun                   | 25                         |                        |    |                           |                           |
|  | Cameroun                   | 25                         |                        |    |                           |                           |
|  | Gabon                      | 22                         |                        |    |                           |                           |
|  | Gabon                      | 22                         |                        |    |                           |                           |

### Phase finale
|  | Demi-finales            | Demi-finales            |                        |    | Finale            | Finale            |
|  | Demi-finales            | Demi-finales            |                        |    | Finale            | Finale            |
|  |                         |                         |                        |    |                   |                   |
|  | 15 janvier 20:00 Luanda | 15 janvier 20:00 Luanda |                        |    | 17 janvier Luanda | 17 janvier Luanda |
|  | 15 janvier 20:00 Luanda | 15 janvier 20:00 Luanda |                        |    | 17 janvier Luanda | 17 janvier Luanda |
|  | Angola                  | 44                      |                        |    | 17 janvier Luanda | 17 janvier Luanda |
|  | Angola                  | 44                      |                        |    | 17 janvier Luanda | 17 janvier Luanda |
|  | Tunisie                 | 26                      |                        |    | 17 janvier Luanda | 17 janvier Luanda |
|  | Tunisie                 | 26                      | Angola                 | 39 |                   |                   |
|  | 15 janvier 16:00 Luanda |                         | Angola                 | 39 |                   |                   |
|  |                         | Côte d'Ivoire           | 27                     |    |                   |                   |
|  | Côte d'Ivoire           | Côte d'Ivoire           | 27                     | 29 |                   |                   |
|  | Côte d'Ivoire           |                         |                        | 29 |                   |                   |
|  | Congo                   | 28                      |                        |    |                   |                   |
|  | Congo                   | 28                      | Match pour la 3e place |    |                   |                   |
|  |                         |                         |                        |    |                   |                   |
|  | 17 janvier Luanda       |                         |                        |    |                   |                   |
|  |                         |                         |                        |    |                   |                   |
|  | Tunisie                 | 25                      |                        |    |                   |                   |
|  | Tunisie                 | 25                      |                        |    |                   |                   |
|  | Congo                   | 30                      |                        |    |                   |                   |
|  | Congo                   | 30                      |                        |    |                   |                   |

## Bilan

### Classement final
| Classement                  | Pays          |
| --------------------------- | ------------- |
| Médaille d'or, Afrique      | Angola        |
| Médaille d'argent, Afrique  | Côte d'Ivoire |
| Médaille de bronze, Afrique | Congo         |
| 4e                          | Tunisie       |
| 5e                          | Algérie       |
| 6e                          | RD Congo      |
| 7e                          | Cameroun      |
| 8e                          | Gabon         |

L'Angola est qualifié pour les Jeux olympiques à Pékin et la Côte d'Ivoire pour un tournoi de qualification olympique. Après le désistement du Qatar, le Congo récupère une place pour un TQO.
L'Angola, la Côte d'Ivoire, le Congo et la Tunisie sont qualifiées pour le Championnat du monde 2009.

### Récompenses
Les meilleures joueuses de la compétition sont :
- Meilleure buteuse : Élodie Mambo,  Côte d'Ivoire, 39 buts
- Meilleure joueuse : Nair Almeida,  Angola
- Équipe-type
  - gardienne de but : Maria Pedro,  Angola
  - ailière gauche : Isabel Fernandes,  Angola
  - (arrière gauche ?) : Marcelina Kiala,  Angola
  - (arrière gauche ?) : Ndona Bassarila,  Congo
  - (Pivot : ?,  inconnu
  - (demi-centre ?) : Chantal Okoye,  Congo
  - arrière droite : Nair Almeida,  Angola
  - ailière droite : Hela Msaad,  Tunisie

## Effectifs des équipes sur le podium

### Angola, championne d'Afrique
- Odeth Tavares
- Teresa Joaquim
- Ilda Bengue
- Belina Lariça
- Filomena Trindade
- Bombo Calandula
- Elzira Tavares
- Nair Almeida
- Isabel Fernandes
- Marcelina Kiala
- Maria Pedro
- Luísa Kiala
- Natália Bernardo
- Cristina Branco
- Cilízia Tavares
- Felicidade Sibo

Sélectionneur
- Jerónimo Neto

### Côte d'Ivoire, vice-championne d'Afrique
- Paula Gondo
- Alimata Dosso
- Edwige Zadi
- Céline Dongo
- Rachelle Kouyo
- Gladys Kanga
- Delphine Gbogboua
- Élodie Mambo
- Nathalie Kregbo
- Christiane Guédé
- Robeace Abogny
- Christine Adjouablé

Sélectionneur
- Thierry Vincent

### Congo, troisième place
- Ndona Bassarila
- Chantal Okoye